# Festival Pub Italia
Il Festival Pub Italia (denominazione ufficiale dal 2004, in precedenza Andamento Rock) è una manifestazione italiana di musica dal vivo e si svolge annualmente in Sicilia, durante una finale di tre giorni.  Pur avendo, nel tempo, apportato modifiche alla sua formula, consiste in una competizione tra band, cantautori e formazioni in duo, che sottopongono a selezionatori brani inediti scelti nel corso di selezioni annuali all'interno di Pub e Piazze italiane.
Le finali si sono svolte in Sicilia e nel 2011 a Milano.

## Storia
Nasce col nome di Andamento Rock (1998) e come manifestazione musicale senza gara canora, con band che si esibiscono in Piazza. Dal 2004 cambia nome e diventa Festival Pub Italia. A partire dal 2008 comprende un concorso con l'assegnazione- ai primi tre classificati- di premi assegnati in seguito a una tre giorni competitiva. Prodotto fino al 2012 dall'associazione culturale Antares,  dal 2013 il Festival Pub Italia passa (sempre in collaborazione con Antares) alla Fucina del Sud, associazione anche rappresentante e corrispondente- per la Sicilia- della no profit internazionale Senza Veli Sulla Lingua.
Ne è ideatore e direttore artistico Franco Arcoraci, supportato dalla produzione esecutiva di Giusy Venuti , il coordinamento nazionale e la supervisione artistica di Tony Esposito, del cantautore Franco Fasano (nel ruolo di osservatore per le band emergenti) e del cantautore Massimo Di Cataldo per la sezione Interpreti "Pop Italia".
Presidente di Giuria è Antonio Vandoni, direttore artistico musicale di Radio Italia e Video Italia. Il ruolo di vice presidente (ricoperto nel 2011 dal maestro Vince Tempera) è affidato a Massimo Luca.
Dal 2011 il Festival Pub Italia ha ottenuto il patrocinio dell'Associazione fonografici italiani (AFI). Nel 2012 si è visto assegnare, da Leopoldo Lombardi presidente AFI, Michele Schembri componente del direttivo AFI e presidente FIPI (Federazione Internazionale Produttori Indipendenti), il premio AFI come miglior Festival e migliore organizzazione nazionale. 
Nel 2013 entra in giuria la musicista, giornalista e p.r. internazionale Anita Madaluni, ufficialmente in carica, dal 2014, nel ruolo di ufficio stampa e portavoce della manifestazione in Italia e nel mondo.

## Conduzione
Si sono susseguiti, alla conduzione del Festival: nel 2004 Gianluca Venier (Litfiba), dal 2005 al 2007 Piero Calderone, nel 2008 e 2009 Maurizio Zamboni, nel 2010 Paky Arcella,  affiancato l'anno successivo dai Senza Radio e, nel 2013, da Rocco Barbaro e dal mago Francesco Scimemi.
Le finali del Festival Pub Italia si sono tenute nelle piazze di Messina,  Barcellona Pozzo di Gotto, Milazzo,  Milano (edizione 2011) e Spadafora.

## Ospiti
Hanno partecipato nei vari anni: Francesco Baccini, Paolo Vallesi, Enzo Gragnaniello, Pietra Montecorvino, Giò Di Tonno, Vince Tempera, Goran Kuzminac, Ronnie Jones, Giovanni Baglioni, Jalisse, Alberto Bertoli, Laura Bono, Carmen Villalba, Dado, Gatto Panceri, Alberto Fortis, Simonetta Spiri* youtube.com,  https://www.youtube.com/watch?v=wdKJylbb3Tk., Dario Baldan Bembo, Renato Villari, Tony Esposito, Joe Amoruso, Giusy Venuti, Dario Pinelli, Toni Cercola, Davide De Marinis, Barbara Cola, Serenella Ganci, Umberto Romeo (fratello della cantante scomparsa Giuni Russo), Gino Accardo, Alessio Creatura, Alexia, Franco Fasano, Rocco Barbaro, Francesco Scimemi, La Cesira, Massimo Luca, Alex Peroni di R.T.L.,  Micth di Radio 105, Ciaudà, Antonello Carozza, Micaela Foti, Malfunk, Adel's, Eugenio Bennato, Lello Russo, Linda D, Blue Cat Blues, N'Kantu D'Aziz, Ghost, Original Sicilyan Style, Massimo Di Cataldo,  Awanagana, Marcos Vinicius (chitarrista), Dario Salvatori, Anita Madaluni e molti altri.

## Vincitori
- 2008 Sha' Dong
- 2009 Los Lopez
- 2010 Coemme2
- 2011 I Sabba e gli Incensurabili
- 2012 AltaPressione
- 2013 The B.U.D.S.
- 2014 Camillorè(sezione band)

## I premi
I premi per i vincitori al Festival Pub Italia, dal 2008, consistono in borse di studio, assegnazione di targhe come il World Music e un riconoscimento per il miglior testo in gara.